# NGC 3542
NGC 3542 је спирална галаксија у сазвежђу Велики медвед која се налази на NGC листи објеката дубоког неба.
Деклинација објекта је + 36° 56' 47" а ректасцензија 11h 9m 55,6s. Привидна величина (магнитуда) објекта NGC 3542 износи 14,3 а фотографска магнитуда 15,1. NGC 3542 је још познат и под ознакама MCG 6-25-13, CGCG 185-13, IRAS 11071+3712, PGC 33868.